# حزب المرأة الشعبي
حزب المرأة الشعبي هو أحد الأحزاب السياسية في تركيا. تأسس حزب المرأة الشعبي قبل حزب الشعب الجمهوري تحت قيادة نزيهة محي الدين.

## خلفية عن الحزب
عندما لم تُعلن الجمهورية في عام 1923، قررت نزيهة محي الدين وثلاث عشرة امرأة جمع لجنة نسائية من أجل حقوق المرأة. على الرغم من أن الاستعدادات جرت في بيت نزيهة محي الدين، فقد عُقد الاجتماع الأول للجنة في قاعة المؤتمرات في جامعة اسطنبول في 15 يونيو 1923. في الاجتماع، تم اتخاذ قرار لإنشاء حزب سياسي يُدعى «حزب المرأة الشعبي». شغل موضوع إنشاء الحزب الصحافة في ذلك الوقت. تشكّل الحزب بقيادة نزيهة محي الدين التي قدّمت الالتماس لتأسيس الحزب حتى قبل تأسيس حزب الشعب الجمهوري، إلا أنه للأسف، وبعد ثمانية أشهر، رفضت المحكمة الطلب ولم تقدم أي تصريح لتأسيس الحزب على أساس أن «التمثيل السياسي للنساء لم يكن ممكناً وفقاً لقانون الانتخابات لعام 1909». رداً على ذلك، تحول حزب الشعب النسائي إلى اتحاد المرأة التركي.

## اتحاد المرأة التركي
كانت نزيهة محي الدين زعيمة اتحاد المرأة التركي تهدف إلى «رفع الأنوثة إلى مستوى حديث وعالٍ من خلال النهوض بها في المجالات الفكرية والاجتماعية». في وقت لاحق من عام 1924، قامت نزيهة محي الدين بتأسيس مجلة طريقة المرأة التركية - Türk Kadın Yolu، وأصدرت 18 إصدارًا. كان محتوى المجلة بشكل خاص حول الإعلان عن مطالب المرأة السياسية.
على الرغم من حقيقة أن حقوق المرأة السياسية لم يتم الاعتراف بها إلا في عام 1925، فقد تم ترشيح نزيهة محيي الدين من قِبَل الاتحاد النسائي التركي لمنصب نائب الرئيس جنبًا إلى جنب مع خالدة أديب. كان الهدف من ذلك هو التأثير على الجمعية الوطنية الكبرى في تركيا للحصول حول حق المرأة في التصويت من خلال طرح القضية على جدول الأعمال خلال الانتخابات. ومع ذلك، رفض حزب الشعب الجمهوري ترشيحهم. جاء وفقاً لبعض المصادر أن ثورة الشيخ سعيد أصبحت عذرًا حديثًا لتجاهل المطالب السياسية للمرأة.